# Grupa sprzętowa
Grupa sprzętowa lub grupa osprzętu – zbiór części rowerowych jednego producenta mających wspólne nazwy, jakość i kategorię cenową. Firmy rowerowe układają komponenty według grup w celu posortowania ich przeznaczenia dla odbiorców.
Zazwyczaj grupy sprzętowe zawierają takie części jak:
- 2 klamkomanetki, lub oddzielnie:
  - 2 klamki hamulcowe
  - 2 manetki do zmiany biegów
- 2 hamulce, przedni i tylny
- 2 przerzutki, przednią i tylną
- komplet łożysk sterowych
- 1 suport
- korbowód
- łańcuch
- kaseta lub wolnobieg
- sztyca
- 2 piasty, przednia i tylna
- para pedałów
- kable i pancerze

Głównymi producentami grup dla rowerów szosowych są Campagnolo i Shimano, a dla rowerów górskich — Shimano i SRAM.